# 燕麦散黑粉菌
燕麦散黑粉菌（学名：Ustilago avenae）是属于黑粉菌目黑粉菌科黑粉菌属的一种真菌，寄生在燕麦上，可引起燕麦散黑穗病。该种分布于中国、朝鲜、日本、印度、哈萨克斯坦、阿塞拜疆、巴基斯坦、土耳其、丹麦、挪威、芬兰、俄罗斯、波兰、德国、瑞士、荷兰、英国、法国、西班牙、罗马尼亚、埃及、摩洛哥、苏丹、安哥拉、澳大利亚、新西兰、美国、智利、阿根廷、乌拉圭等地。